# نوومیخایلوفکا (شهرستان دووانسکی، باشقیرستان)
نوومیخایلوفکا (انگلیسی: Novomikhaylovka, Duvansky District, Republic of Bashkortostan) یک شهرک در شهرستان دووانسکی در استان باشقیرستان کشور روسیه است.